# ETA 7750
ETA 7750 (или Valjoux 7750) — часовой механизм с функцией хронографа для наручных часов. Впервые калибр 7750 был выпущен 1 июля 1974 года фабрикой Valjoux SA. В настоящее время калибр 7750 производится компанией ETA SA, в состав которой вошла фабрика Valjoux, в рамках серии MECALINE SPECIALITIES (резервируемые калибры).
Прежние конструкции (калибры 72, 72с, 88) с колонным колесом были хороши, но дороги. Калибр 7734 уже имел кулачковую систему, но не имел автоподзавода и ускоренной корректировки даты (его аналогом является калибр 1 МЧЗ 3133). Поэтому Valjoux рационализировала их, выпустив 7750, который имел более высокую функциональную надёжность и простоту в производстве. Первоначальная версия механизма имела в своей конструкции 17 камней и поставлялся в двух версиях — 21600 и 28800 полуколебаний/час. В выпускаемых сейчас моделях используется 25 камней. В настоящее время насчитывается уже более 24-х модификаций данного калибра. Калибр ETA 7750 используется в различных моделях часов компаний, входящих в состав Swatch Group, таких как Certina, Longines, Blancpain, Tissot, Omega, Epos, а также Frank Muller, Officine Panerai, IWC и т. д. Выпускают хронографы с использованием данного калибра и российские часовые марки, например, Poljot, Buran SA, Volmax, Tsedro.

## Технические характеристики
| 1. Форма и тип Калибр: 131/4``` Подзавод: ручной и автоматический Число полуколебаний/час: 28’800 пк/час (4Гц) Количество камней: 25 | |
| 2. Габариты (мм) Полный диаметр: 30,40 Диаметр установочной части: 30,00 Полная высота: 7.90                                         | |
| | 3. Функции Часы, минуты, секунды (C) Хронограф 60 секунд (A) Счётчик 30 минут (B) и 12 часов (D) Дата и день недели |
| | 4. Установка и коррекция Заводная головка имеет три позиции: 1 — Положение для подзавода (не вытянута) 2 — Положение для установки даты/дня недели (на половину вытянута) 3 — Положение для установки времени и дня недели с остановленной секундной стрелкой (полностью вытянута) |